# Walter Savitch
Walter John Savitch é comumente conhecido por descobrir a classe de complexidade NL (espaço logarítmico não-determinístico), e pelo Teorema de Savitch que define uma relação entre as classes de complexidade NSPACE e DSPACE. O seu trabalho em estabelecer classes de complexidade ajudou a desenvolver o entendimento do não-determinismo e conhecimento probabilístico.  Ele também é conhecido pelo criação do livro SavitchIn, um livro-texto para utilização em cursos de Java.
Além do seu trabalho em teoria da computação, Savitch escreveu diversos livros textos para cursos de programação em C/C++, Java, Ada, Pascal e outras. 
Ele tem realizado um trabalho extensivo no campo do processamento de linguagem natural e matemática linguística. Outra área de interesse onde ele tem trabalhado nos últimos 10 anos é a computação aplicada a genética em biologia.
Savitch recebeu seu PhD em matemática pela UC Berkeley em 1969. Depois se tornou professor pela UCSD onde ele é até o presente momento professor emérito no departamento de ciências da computação.